# 読書感想文
読書感想文（どくしょかんそうぶん）は、本を読んだ感想について書かれた文章。しばしば教師からその作成が宿題として課される。特に日本では夏休みなどの長期休暇期間に課せられることが多い。

## 学校教育における読書感想文 (日本)

### 読書感想文の作成と内容
読書感想文の作成は学校教育において国語科の課題として行われる。読書感想文の多くは教師によって指定された課題図書、または生徒が任意に選んだ図書を読み通し、その図書を読んだ「感想」を原稿用紙数枚程度（800字から2000字程度）の文章にまとめたものである。読書感想文の作成は夏休みなどの長期休業期間の宿題として課されることも多い。
小学校学習指導要領（平成10年度改定）は国語科の教育内容として「書くこと」の能力を育てるため「事象と感想、意見などとを区別するとともに、目的や意図に応じて簡単に書いたり詳しく書いたりすること」について指導することとし、また、「読むこと」の能力を育てるため「書かれている内容について事象と感想、意見の関係を押さえ、自分の考えを明確にしながら読むこと」について指導することと定めている。
読書感想文の作成はこれらの指導の一環として行われる。ただし、学習指導要領における各規定は「事象」と「感想」「意見」の区別・関係把握について指導することを主眼としているため、「感想文」の作成よりも「論文」の作成を想定しているとする意見もある。
読書感想文の作成指導においては単なる読後「感想」の記述にとどまらず自己の経験等を交え自分の「意見」を記述することが求められることも多い。そのため、客観的な文章の作成はあまり重視されず主観的な文章の作成が奨励される。さらに、道徳的な感想には高い評価が与えられやすい。例えば、課題図書の内容について「あまり面白くない」「陳腐なストーリーである」「興味が湧かない」などの否定的な感想や客観的な分析などは悪い評価を受けやすく、「興味深く面白い」「とても共感した」「これまでの考えを反省した」などの肯定的、主観的または道徳的な意見・感想は良い評価を受けやすい。このような読書感想文の評価基準は青少年読書感想文全国コンクールにおいて好成績を収めた読書感想文からも読み取れる。
青少年読書感想文全国コンクールでは小学校低学年、小学校中学年、小学校高学年、中学校、高等学校の各部に分け毎年度それぞれに3冊から4冊の課題図書を指定している。例年夏になるとこれらの課題図書が書店の店頭に平積みされ季節の風物詩となっている。多くの児童・生徒にとっては「自由研究」と共に長期休業期間における重大な障壁として受け止められている。なお課題図書の制定は1962年の第8回コンクールからである。

### 課題図書・選出の問題
課題図書の選出過程については、以前から問題が指摘されている。
小学校の初等教育において読書感想文に使用する課題図書は、青少年読書感想文全国コンクール（毎日新聞社、全国学校図書館協議会主催）において指定された課題図書から流用することが往々にして見受けられる。
このような事情から課題図書に選出されると全国の小学校の児童の親が購入することになり、作者・出版社に莫大な利益をもたらすことが約束される。しかしこの指定課題図書への選出基準は曖昧かつ不透明であり、作家・出版社・選考委員の癒着による影響が懸念されてきた。
課題図書問題について、児童文学作家である山中恒は次のように語り、課題図書選出制度につき痛烈に批判している。

### コピペの蔓延
以前から大学生の提出した卒業論文がインターネットのサイトのコピペであったという事がしばしば指摘されていたが、現代では低年齢層へのインターネットの普及により出された課題をコピペで仕上げるという行為が小中学生の間でも広く一般化している。googleなどで「読書感想文」を検索すると著作権フリーでコピペを許可している読書感想文の文例がダウンロードできるサイトが上位に表示される。

### その他の問題点
昔から言われてる問題として「感想文なのに、自分の思った通りに書くことができない」というものがある。具体的には「800字以上(原稿用紙2枚分)の文字数制限」「感想文の構成に関して遵守を要求される」「評価の基準は先生の裁量次第」などである。酷い場合には、先生から修正を指導されたり、再度提出を要求されることもある。こうした理由があり、結果的に「真意ではない感想を書いて、文字数の水増しを図る」という、感想文に絶対あってはならない事態が起きている。
「豊かな表現力が身につく」「社会に出る上で、文章を書く能力は大事」という意見が根強くある一方で、「本を読むことが嫌いになる」「第三者が口を挟んだり、文字数が制限されている時点で感想文ではない」「文章力を身につける機会は他にもある」「そもそも文章力が上がるのか」など否定的な意見も多く、度々議論になっている。
また、夏休みの宿題の中で最も嫌いだったのが「読書感想文」という人も非常に多い。理由として「読むのが面倒」「文字数制限を越すように書くのが大変」「構成を考える必要がある」「時間がかかる」など。上述のこともあってか、(読書感想文だけに限らないが)学校の宿題を代行してくれるサービスも普及しており、そちらも併せて問題になっている。
近年（2010年代後半頃）から、フリマアプリのメルカリで販売されている読書感想文を購入するがいることや、更に2023年には人工知能チャットボットのChatGPTを利用して瞬時に読書感想文を作成できることも問題視されている。